# 牛电科技
牛电科技（Niu Technologies，NASDAQ：NIU）是一家中國電動自行車公司。

## 历史
成立於2014年，創始人為李一男，該公司最主要的產品為小牛电动车。公司旗下有NQi、MQi、UQi、RQi、TQi、GOVA、YQi等系列产品。截至2018年，牛电科技在中國150个城市有600多个销售网点，產品還銷售至其他20多个国家。2018年10月20日，牛电科技在纳斯达克上市。

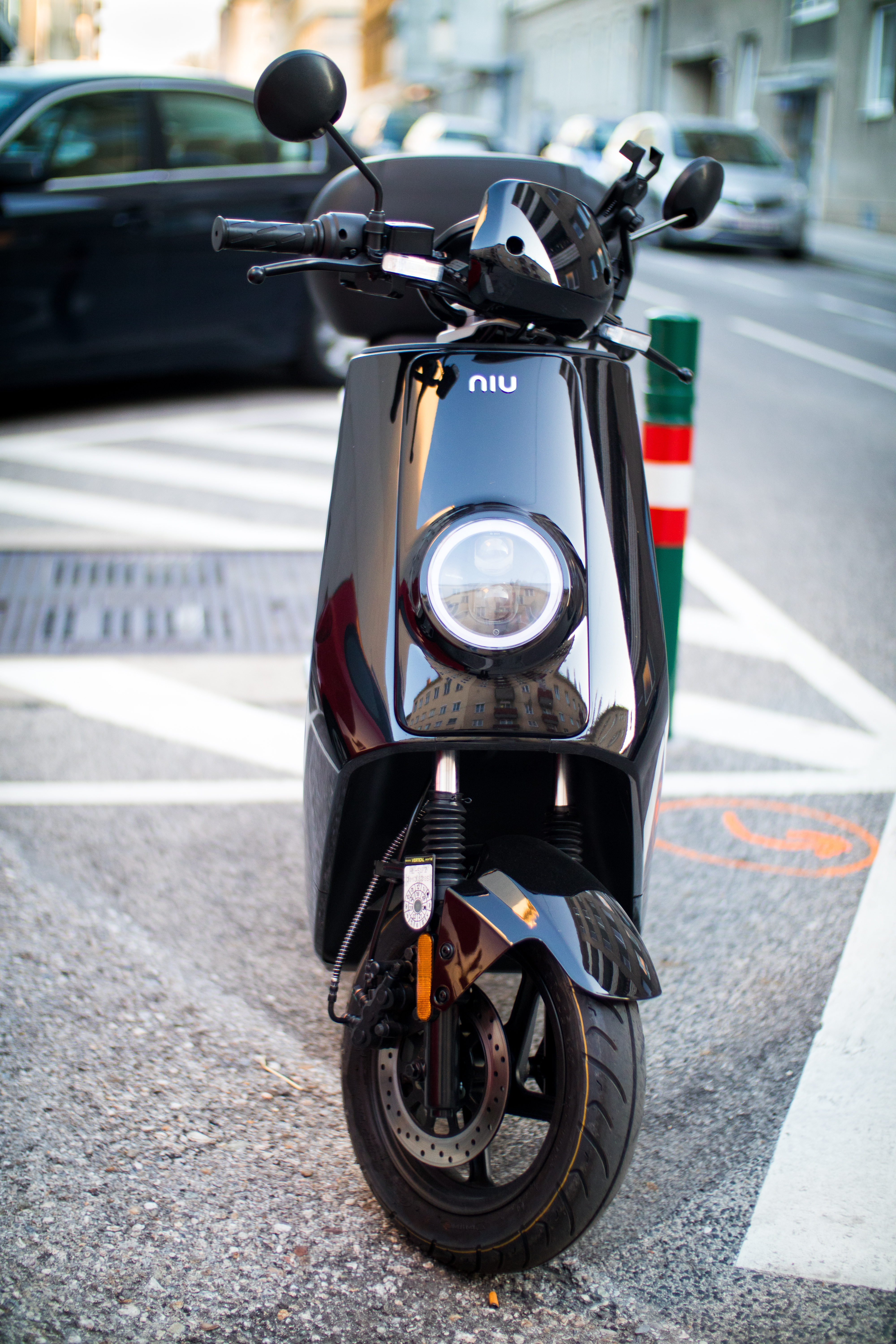
維也納街頭的一輛Niu N1

2023年，該公司推出了首款電動越野車，名為 XQi3。

## 外部連結
- 官方网站